# Lijst van rijksmonumenten in Alphen (Noord-Brabant)
De plaats Alphen telt 15 inschrijvingen in het rijksmonumentenregister. Hieronder een overzicht.
| Object                                                          | Oorspronkelijke functie? | Bouwjaar              | Architect | Locatie               | Coördinaten?                  | Nr.?   | Afbeelding                                                      |
| --------------------------------------------------------------- | ------------------------ | --------------------- | --------- | --------------------- | ----------------------------- | ------ | --------------------------------------------------------------- |
| Toren van de Heilige Willibrorduskerk                           | Kerk en kerkonderdeel    | 1559                  |           | Raadhuisstraat 4      | 51° 29' 4" NB, 4° 57' 16" OL  | 7538   | Meer afbeeldingen                                               |
| Dorpswoning                                                     | Woonhuis                 | vroeg-19e eeuw        |           | Heuvelstraat 2        | 51° 29' 5" NB, 4° 57' 19" OL  | 7539   | Meer afbeeldingen                                               |
| Huis                                                            | Woonhuis                 | 1614-1619 (voorgevel) |           | Molenstraat 8         | 51° 29' 4" NB, 4° 57' 9" OL   | 7540   | Meer afbeeldingen                                               |
| Langgevelboerderij                                              | Boerderij                | ca. 1885              |           | Oosterwijksestraat 12 | 51° 30' 6" NB, 4° 58' 35" OL  | 517164 | Upload foto                                                     |
| Langsdeelschuur                                                 | Boerderij                | 1875-1900             |           | Oosterwijksestraat 12 | 51° 30' 7" NB, 4° 58' 31" OL  | 517165 | Upload foto                                                     |
| Marechausseekazerne                                             | Militair verblijfsgebouw | 1915                  |           | Baarleseweg 54        | 51° 28' 41" NB, 4° 57' 17" OL | 517170 | Marechausseekazerne                                             |
| Langgevelboerderij                                              | Boerderij                | 1911                  |           | Oude Tilburgsebaan 4  | 51° 29' 39" NB, 4° 58' 37" OL | 517171 | Upload foto                                                     |
| Herenhuis                                                       | Woonhuis                 | ca. 1886              |           | Stationstraat 11      | 51° 28' 56" NB, 4° 57' 23" OL | 517172 | Herenhuis                                                       |
| Looierij met aangebouwd woonhuis (buurtschap Den Goeien Heuvel) | Nijverheid               | ca. 1875              |           | Goedentijd 12         | 51° 29' 7" NB, 4° 57' 23" OL  | 517173 | Looierij met aangebouwd woonhuis (buurtschap Den Goeien Heuvel) |
| De Hoevens: boerderij                                           | Boerderij                | 700                   |           | Goorstraat 4          | 51° 29' 16" NB, 4° 59' 27" OL | 521471 | Meer afbeeldingen                                               |
| Paardenstal annex karschop                                      | Boerderij                | ca. 1900              |           | Oosterwijksestraat 12 | 51° 30' 6" NB, 4° 58' 35" OL  | 525632 | Upload foto                                                     |
| De Hoevens: Vlaamse schuur                                      | Boerderij                | wellicht 15e eeuw     |           | Goorstraat 2          | 51° 29' 17" NB, 4° 59' 36" OL | 526166 | Meer afbeeldingen                                               |
| De Hoevens: bakhuis                                             | Boerderij                | mogelijk 19e eeuw     |           | Goorstraat bij 2      | 51° 29' 17" NB, 4° 59' 14" OL | 527617 | Meer afbeeldingen                                               |
| De Hoevens: karschop                                            | Boerderij                | 18e eeuw              |           | Goorstraat bij 2      | 51° 29' 17" NB, 4° 59' 14" OL | 527618 | Upload foto                                                     |
| De Hoevens: schuur                                              | Boerderij                | 17e/18e eeuw          |           | Goorstraat bij 2      | 51° 29' 17" NB, 4° 59' 14" OL | 527619 | Meer afbeeldingen                                               |